# Abdallah Boukhanfer
Abdallah Boukhanfer (en arabe : عبد الله بوخنفر), né le 1er janvier 1998 à Tiznit (Maroc), est un footballeur marocain évoluant au poste de milieu offensif au HUS Agadir.

## Biographie
Abdallah Boukhanfer naît à Tiznit et commence le football à l'US Amal Tiznit avant de rejoindre le HUS Agadir le 24 août 2021. Il dispute quelques matchs avec l'équipe espoir avant d'intégrer le rang de l'équipe senior au cours de la saison 2021-2022.
Le 12 février 2022, il dispute son premier match professionnel en championnat contre le Difaâ Hassani d'El Jadida en étant titularisé, cédant sa place à la 62e minute à Aziz Kaidi (match nul, 0-0). Deux mois seulement après ses débuts professionnels, il se blesse gravement à la tête lors d'un match de championnat contre le Fath US, l'obligeant à être hospitalisé d'urgence.
Le 6 octobre 2023, il inscrit son premier but sur penalty contre le SCC Mohammédia (défaite, 3-1). Lors de la saison 2023-2024, il atteint les quarts de finale de la Coupe du Maroc contre le Raja CA, inscrivant par la même occasion son premier but lors de cette compétition (défaite, 4-2),. En fin de saison, il prolonge son contrat de deux ans,,.

## Style de jeu
Milieu offensif, Abdellah Boukhnifer est reconnu pour ses compétences techniques exceptionnelles en tant que meneur de jeu, caractérisées par une vision stratégique du terrain. Son style de jeu fluide et créatif a attiré l'attention de nombreux clubs et entraîneurs, notamment lors de ses performances marquantes avec le HUS Agadir. Surnommé "German" par ses pairs, il est considéré comme un élément clé de son équipe grâce à ses contributions offensives et son aptitude à influencer le jeu.

## Statistiques

### Statistiques détaillées
| Saison                | Club                  | Championnat           | Championnat | Championnat | Championnat | Coupe(s) nationale(s) | Coupe(s) nationale(s) | Coupe(s) nationale(s) | Compétition(s) continentale(s) | Compétition(s) continentale(s) | Compétition(s) continentale(s) | Compétition(s) continentale(s) | Autres compétitions | Autres compétitions | Autres compétitions | Autres compétitions | Total | Total | Total |
| Saison                | Club                  | Division              | M.          | B.          | P.d.        | M.                    | B.                    | P.d.                  | Comp.                          | M.                             | B.                             | P.d.                           | Comp.               | M.                  | B.                  | P.d.                | M.    | B.    | P.d.  |
| 2021-2022             | HUS Agadir            | Botola Pro            | 12          | 0           | 1           | -                     | -                     | -                     | -                              | -                              | -                              | -                              | -                   | -                   | -                   | -                   | 12    | 0     | 1     |
| 2022-2023             | HUS Agadir            | Botola Pro            | 12          | 0           | 0           | -                     | -                     | -                     | -                              | -                              | -                              | -                              | -                   | -                   | -                   | -                   | 12    | 0     | 0     |
| 2023-2024             | HUS Agadir            | Botola Pro            | 18          | 2           | 2           | 3                     | 1                     | 0                     | -                              | -                              | -                              | -                              | -                   | -                   | -                   | -                   | 21    | 3     | 2     |
| 2024-2025             | HUS Agadir            | Botola Pro            | -           | -           | -           | -                     | -                     | -                     | -                              | -                              | -                              | -                              | -                   | -                   | -                   | -                   | 0     | 0     | 0     |
| Total sur la carrière | Total sur la carrière | Total sur la carrière | 42          | 2           | 3           | 3                     | 1                     | 0                     | -                              | -                              | -                              | -                              | -                   | -                   | -                   | -                   | 45    | 3     | 3     |